# Natividade de Nossa Senhora
A Natividade de Nossa Senhora ou Natividade da Virgem Maria é uma festa litúrgica das Igrejas Católica e Anglicana, celebrada no dia 8 de setembro, nove meses após a sua Imaculada Conceição, celebrada em 8 de dezembro. Também é celebrada pelos cristãos sírios em 8 de Setembro e pelos cristãos coptas em 1 Bashans (equivale a 9 de Maio). Na Igreja Ortodoxa, a Festa da Teótoco, é uma das doze grandes festas do ano litúrgico. Para aquelas igrejas que seguem o calendário juliano, acontece em 21 de Setembro; para as do calendário gregoriano, em 8 de Setembro.
Esta festa tem sua origem em Jerusalém. Começou a ser celebrada no século V como festa da Basílica Sanctae Mariae ubi nata est, atualmente conhecida como Basílica de Santa Ana. No século VII, já era celebrada pelas igrejas bizantinas e em Roma, como festa do nascimento da Bem-Aventurada Virgem Maria. A festa foi incluída no calendário tridentino em 8 de Setembro e permanece, até hoje, nesta data. 
De acordo com a tradição, Maria nasceu de pais já velhos e estéreis, chamados Joaquim e Ana, como resposta às suas preces. A paciência e a resignação com que sofriam a esterilidade levaram-lhes ao prêmio de ter por filha aquela que havia de ser a Mãe de Jesus. Eram residentes em Jerusalém, ao lado da piscina de Betesda, onde hoje se ergue a Basílica de Santa Ana; e aí, num sábado, 8 de setembro do ano 20 a.C., nasceu-lhes uma filha que recebeu o nome de Miriam, que em hebraico significa "Senhora da Luz", passado para o latim como Maria. Maria foi oferecida ao Templo de Jerusalém aos três anos, tendo lá permanecido até os doze anos. 
Visivelmente, nenhum acontecimento extraordinário acompanhou o nascimento de Maria e os Evangelhos nada dizem sobre sua natividade. Nenhum relato de profecia, nem aparições de anjos, nem sinais extraordinários são narrados pelos evangelistas. No entanto, São João Damasceno afirma que o nascimento a partir de uma mãe estéril já era um sinal das bênçãos especiais que recaem sobre Maria. Ainda, em sua Homilia sobre a Natividade de Maria, diz: "Hoje é o começo da salvação do mundo, porque na Santa Probática foi-nos gerada a Mãe de Deus através de quem o Cordeiro de Deus, que tira o pecado do mundo, nos foi gerado."  
No século IV, e posteriormente, no século XV, surgiu a crença que Maria também teria sido concebida por uma virgem, pelo poder do Espírito Santo. Esta crença foi condenada como um erro pela Igreja Católica em 1677. A Igreja ensina que Maria foi concebida de maneira natural, mas foi miraculosamente preservada do pecado original para ser a mãe de Cristo. Esta concepção livre do pecado original é chamada de Imaculada Conceição.
Assim se exprimiu o Padre Antônio Vieira sobre essa celebração: 
| “ | "Quereis saber quão feliz, quão alto é e quão digno de ser festejado o Nascimento de Maria? Vede o para que nasceu. Nasceu para que dEla nascesse Deus. (...) Perguntai aos enfermos para que nasce esta celestial Menina, dir-vos-ão que nasce para Senhora da Saúde; perguntai aos pobres, dirão que nasce para Senhora dos Remédios; perguntai aos desamparados, dirão que nasce para Senhora do Amparo; perguntai aos desconsolados, dirão que nasce para Senhora da Consolação; perguntai aos tristes, dirão que nasce para Senhora dos Prazeres; perguntai aos desesperados, dirão que nasce para Senhora da Esperança. Os cegos dirão que nasce para Senhora da Luz; os discordes, para Senhora da Paz; os desencaminhados, para Senhora da Guia; os cativos, para Senhora do Livramento; os cercados, para Senhora da Vitória. Dirão os pleiteantes que nasce para Senhora do Bom Despacho; os navegantes, para Senhora da Boa Viagem; os temerosos da sua fortuna, para Senhora do Bom Sucesso; os desconfiados da vida, para Senhora da Boa Morte; os pecadores todos, para Senhora da Graça; e todos os seus devotos, para Senhora da Glória. E se todas estas vozes se unirem em uma só voz, dirão que nasce para ser Maria e Mãe de Jesus" (Sermão do Nascimento da Mãe de Deus)." | ” |

## Artes
A cena é frequentemente representada na arte, como parte dos ciclos da Vida da Virgem. Duas delas são muito conhecidas:
- O Nascimento da Virgem, de Giotto, na Capela dos Scrovegni (Capela Arena), Pádua
- O Nascimento da Virgem, de Ghirlandaio, na Igreja de Santa Maria Novella, Florença